# Пашелата (Терамо)
Пашелата (итал. Pascellata) је насеље у Италији у округу Терамо, региону Абруцо.
Према процени из 2011. у насељу је живело 61 становника. Насеље се налази на надморској висини од 836 м.